# Dormammu
Dormammu é um supervilão da Marvel Comics. Ele é um ser místico que governa a Dimensão Negra, uma dimensão que fica nas profundezas da existência, diferente da Terra-616, a dimensão principal do Universo Marvel. Trata-se de um ser super poderoso que enfrenta frequentemente o Mago Supremo da Terra, Stephen Strange, o Doutor Estranho, pois um dos seus principais objetivos é conquistar a nossa dimensão. Tem a cabeça flamejante e vermelha (semelhante ao Motoqueiro Fantasma). Seus dons místicos são tão grandes quanto os de Strange e, assim, os duelos dos dois se tornam incomparáveis.
Dormammu é mestre manipulador do caos e das dimensões, principalmente a dimensão sombria/negra e a dimensão astral.
Dormammu foi rankeado em 56° lugar de maiores vilões da banda desenhada no site da IGN.

## Biografia do personagem
Ele é um ser místico que vive nas profundezas de um Mundo de pesadelos de outra dimensão, diferente da Terra-616. Trata-se de um ser super poderoso que enfrenta frequentemente o Mago supremo da Terra, Stephen Strange, o Doutor Estranho. Tem a cabeça flamejante e vermelha. Seus dons místicos são tão grandes quanto os de Stephen e, assim, os duelos dos dois se tornam incomparáveis.
Dormammu é o regente absoluto de seu mundo extradimensional, cujo acesso pode se dar pelo planeta Terra. Uma dimensão caótica onde praticamente todos os seres vivos são feitos de energia e estão constantemente em guerra, surge Dormammu, uma das mais poderosas entidades do local, um ser que faz de tudo para conquistar ou destruir universos inteiros e subjugar os feiticeiros destes. Na Terra, ele fez uma aliança com Barão Mordo para que este matasse o mago supremo do planeta daquela época, o Ancião. Com tal ação ele adquiriu seu maior rival, o Doutor Estranho, o qual frequentemente tenta destruir.
Ninguém sabe dizer qual é a origem de Dormammu , apenas que "nasceu" numa dimensão altamente violenta, com guerras constantes, portanto ele se especializou numa forma de combate deste local. E o fato de seus parentes possuírem aparências humanas como sua irmã Umar e sua sobrinha Clea, indica que, em alguma época ele também deve ter possuídos feições humanas.[carece de fontes?]

## Poderes e habilidades
Como ele é uma entidade feita de pura energia mística, Dormammu detém grandes poderes mágicos (que ultrapassam os do demônio Mephisto e rivalizam com o poder cósmico de Eternidade), também possui atributos físicos super-humanos (capaz de rivalizar com o Hulk), projeção de energia com grande força, manipulação elemental, a capacidade de criar formas de vidas artificiais, possessão, transmutação material e corpórea, alteração da própria forma e tamanho, viagens temporais, teletransporte interdimensional, imortalidade, regeneração espontânea, invulnerabilidade.

## Em outras mídias

### Desenhos Animados
- Dormammu apareceu pela primeira vez em Spider-Woman, série animada de 1979.

- Dormammu está presente em um episódio do desenho Homem-Aranha: A Série Animada, de 1994.

- Ele aparece no desenho The Super Hero Squad Show tentando conquistar a Terra.

- Dormammu aparece no terceiro episódio da 2° temporada da série Hulk e os Agentes da S.M.A.S.H..

- Também aparece no desenho Ultimate Spider-Man.

### Filmes
- Dormammu é o principal antagonista do filme animado lançado em 2007, Doctor Strange: The Sorcerer Supreme, voz de Jonathan Adams.

#### Universo Cinematográfico Marvel
- Dormammu é um dos vilões do filme Doutor Estranho lançado em 2016, ele é a entidade demoníaca por trás dos planos de Kaecilius. Benedict Cumberbatch e um ator não creditado retratam a voz e a captura de movimento.

### Videogames
- Aparece como um dos vilões no jogos de luta Marvel vs. Capcom 3: Fate of Two Worlds e Ultimate Marvel vs. Capcom 3.

- Dormammu também está nos jogos The Super Hero Squad Online,  Lego Marvel Super Heroes, Marvel Future Fight, e Marvel Torneio de Campeões.

- Dormammu é um dos vilões do jogo baseado em turnos Marvel: Avengers Alliance.

## Ligações Externas
«Dormammu» (em inglês). no Marvel.com